# MÁV Il
Die MÁV Il war eine Schnellzug-Schlepptenderlokomotive der Ungarischen Staatsbahnen MÁV.
Im Jahre 1900 mussten die MÁV wieder daran denken, neue Schnellzuglokomotiven zu beschaffen, da die in die Jahre gekommenen Reihen MÁV Ia und MÁV Ie den steigenden Zuggewichten nicht mehr gewachsen waren.
Es wurden daher sowohl eine Nassdampf-Verbundlokomotive (MÁV Il) als auch eine Nassdampf-Zwillingsvariante (MÁV Im) in Budapest bestellt.
Der Kessel der Verbundvariante war im Vergleich zu den Vorgängerbauarten (Ia, Ie, …) größer dimensioniert und daher leistungsfähiger.
Sie hatte Innenrahmen und Außentriebwerk.
Auf der Pariser Weltausstellung 1900 errang sie die Goldmedaille des Grand Prix.
Obwohl sie bei den Vergleichen mit der Im 801 besser abschnitt, kam es zu keiner Nachbestellung.
1906 ging dann aber eine n4v-Variante (MÁV In) in Serie.
Im zweiten Schema der MÁV wurde sie in die Kategorie Il mit der Nummer 701 eingeordnet.
Im ab 1911 gültigen dritten Schema wurde sie dann als 201,001 bezeichnet.
1910 wurde sie (wie die Zwillingsmaschine Im 801) in eine Heißdampflokomotive umgebaut, wodurch sich ihre Leistung um etwa 40 % steigerte.